# Gomphomastax carinata
Gomphomastax carinata is een rechtvleugelig insect uit de familie Eumastacidae. De wetenschappelijke naam van deze soort is voor het eerst geldig gepubliceerd in 1963 door Shumakov.